# Godavari
Der ca. 1465 km lange Godavari (Marathi गोदावरी, Telugu గోదావరి) ist – nach dem Ganges und Indus – einer der Hauptwasserwege des Indischen Subkontinents und gilt vielen Hindus ebenfalls als heilig.

## Verlauf

### Quelle, Einzugsgebiet und Klimazonen
Der Godavari entspringt im Bramhagiri-Gebirge, einem Teil der Westghats, westlich von Nashik bei der Kleinstadt Trimbak im Bundesstaat Maharashtra. Die Quelle liegt in einer Höhe von 1067 m, etwa 80 Kilometer von der Küste des Arabischen Meeres entfernt. In seinem etwa 1465 km langen Verlauf in Richtung Südwesten fließt er durch den Süden Zentralindiens und das Gebiet der Bundesstaaten Maharashtra, Telangana und Andhra Pradesh, bevor er in den Golf von Bengalen mündet. Die Mündung liegt bei dem Ort Narasapuram im Distrikt West Godavari von Andhra Pradesh. Das Einzugsgebiet des Godavari umfasst etwa 312.812 km² und verteilt sich auf die Bundesstaaten Maharashtra (48,6 %), Andhra Pradesh mit Telangana (23,4 %), Madhya Pradesh (10,0 %), Chhattisgarh (10,9 %), Orissa (5,7 %) und Karnataka (1,4 %). Das Stromgebiet liegt zum größten Teil auf der Dekkan-Hochebene und wird nördlich durch das Satmala-Bergland und das Mahadeo-Bergland (einen Ausläufer des Satpura-Gebirge), sowie südlich durch das Ajantha-Gebirge begrenzt.
In seinem Verlauf durchfließt der Godavari mehrere agroklimatische Zonen. Im westlichen Quellgebiet, in den Westghats, herrscht ein feuchtes Klima mit hohem Niederschlag. Kurz danach beginnt die Klimazone des Dekkan, wo das Klima heiß und trocken ist. Am Ostrand des Dekkan wird mit den Ostghats wieder eine regenreiche Zone erreicht. Im Godavari-Einzugsgebiet leben mehr als 60 Millionen Menschen und dort liegen die größeren Städte Nashik, Nagpur, Wardha, Nanded und Chandrapur (in Maharashtra), Bhadrachalam, Nizamabad, Mancherial, Ramagundam (in Telangana), Rajamahendravaram, Narsapur (in Andhra Pradesh) sowie Seoni und Balaghat (in Madhya Pradesh). Die größte Wassermenge führt der Godavari zur Zeit des Südwest-Monsuns, die von etwa Mitte Juni bis Mitte Oktober dauert und in der 84 % des Jahresniederschlags fallen. Außerhalb der Monsunzeit führt der Godavari zum Teil nur sehr wenig Wasser, während es in der Monsunperiode zu ausgedehnten Überschwemmungen kommen kann.

### Zuflüsse
Der Godavari erhält zahlreiche Zuflüsse. 64 km von seiner Quelle entfernt nimmt er den Dharna als rechtsseitigen und kurz danach den Kadana als linksseitigen Zufluss auf. Etwa bei Kilometer 217 fließen ihm Pravara und Mula, die beiden in den Akola-Bergen entspringen, rechtsseitig zu. Etwa 338 km weiter stromabwärts – immer noch in Maharashtra – erhält der Godavari von Norden die vereinigten Zuflüsse von Purna und Dudhna und weitere 138 km stromabwärts, an der Grenze von Maharashtra zu Telangana, folgt von Süden der Majira. An diesem Punkt hat der Godavari eine Höhe von etwa 329 m erreicht. Der größte Zufluss des Godavari ist der Pranhita, der etwa 35 % des Einzugsgebietes beiträgt und der sich seinerseits aus den drei Flüssen Penganga, Wardha und Wainganga speist. Der Pranhita entwässert die Region Nagpur und die südlichen Anteile des Satpura-Gebirges und mündet etwa 306 km flussabwärts des Majira in den Godavari. Weitere 48 km flussabwärts folgt der Indravathi – ebenfalls ein größerer Strom. Der letzte größere Zufluss ist der aus Odisha kommende Sabari, der etwa 100 km vor Rajamahendravaram in den Gadavari einmündet. Bei Rajamahendravaram, ca. 80 km vor der Küste, spaltet sich der Fluss in zwei Arme (Gautami Godavari im Norden und Vasishta Godavari im Süden); hier beginnt sein letztlich vierarmiges Delta.

## Staudämme und Wasserkraftwerke
Der Godavari ist mehrfach gestaut; die Stauseen dienen zur Versorgung mit Trinkwasser, sind aber durch den Eintrag von Pestiziden und Düngemitteln verseucht. In erster Linie dient das Wasser zur Feldbewässerung, aber auch mehrere Wasserkraftwerke werden betrieben.

## Wichtigste Anliegerorte
- Trimbak, Nashik, Nanded in Maharashtra
- Bhadrachalam, Rajamahendravaram, Kovvur in Andhra Pradesh.

## Religiöse und spirituelle Bedeutung
Der Fluss gilt als Dakshina Ganga („Ganges des Südens“) oder Dakshin Vahini Ganga („südlich fließender Ganges“) und genießt große religiöse Verehrung im Hinduismus. An seiner Quelle wurde der Trimbakeshwar-Shiva-Tempel errichtet, der einer der zwölf Jyotirlingas, der größten Shiva-Heiligtümer ist. Am Mittellauf des Godavari in Nanded befindet sich der Hazur Sahib, ein spirituelles Zentrum des Sikhismus und einer der fünf Tachts in Indien. Hier verstarb im Jahr 1708 Gobind Singh, der zehnte Guru des Sikhismus.
Wie bei vielen anderen Flüssen Indiens, sind auch die Ufer des Godavari Ziel vieler Pilger. Die wichtigsten Pilgerorte sind Trimbak, Nashik und Bhadrachalam. In der Umgebung des Flusses finden sich zahlreiche Heiligtümer, Tempel und Moscheen.

## Flussansichten

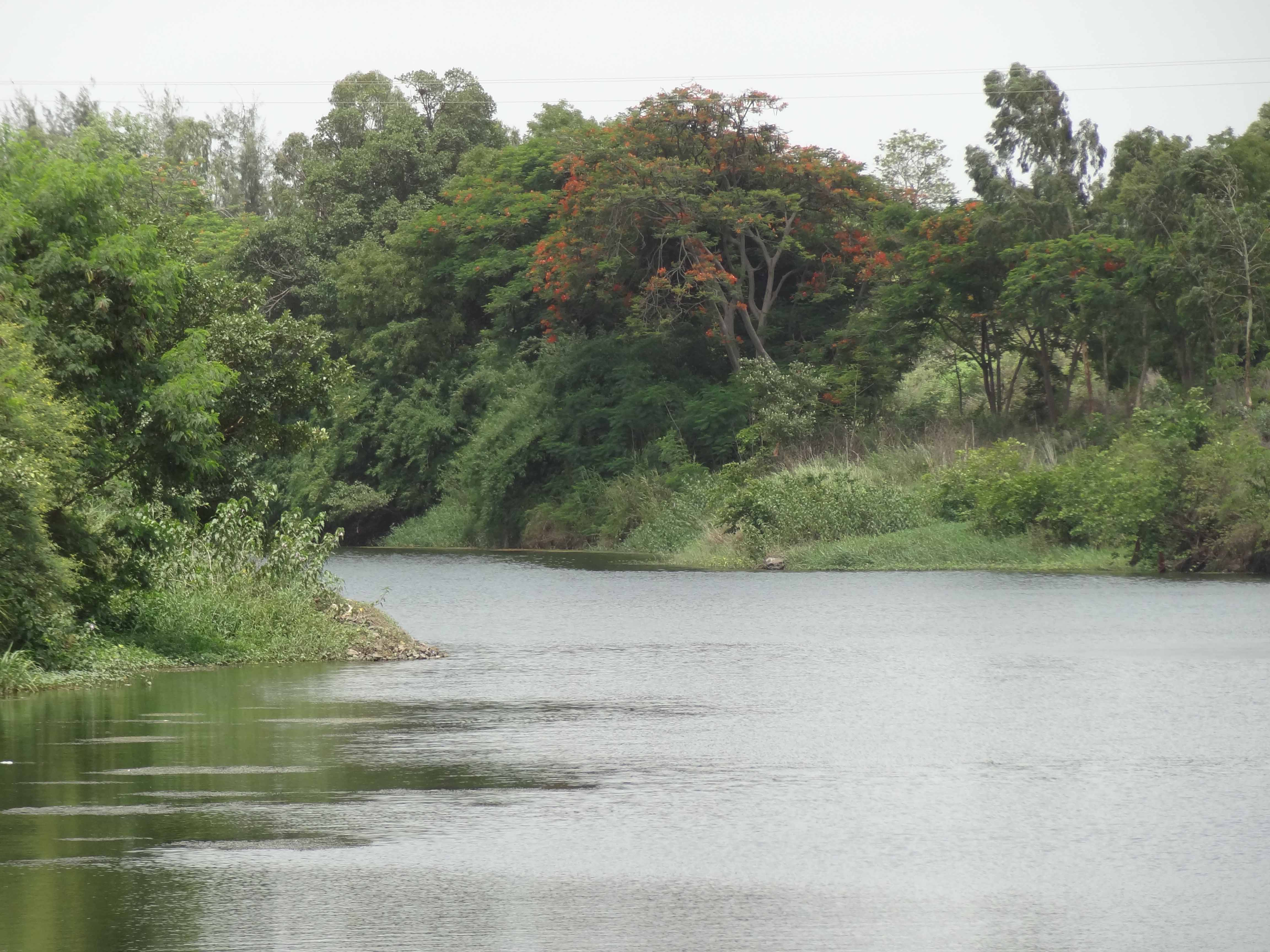
Godavari nahe Nashik
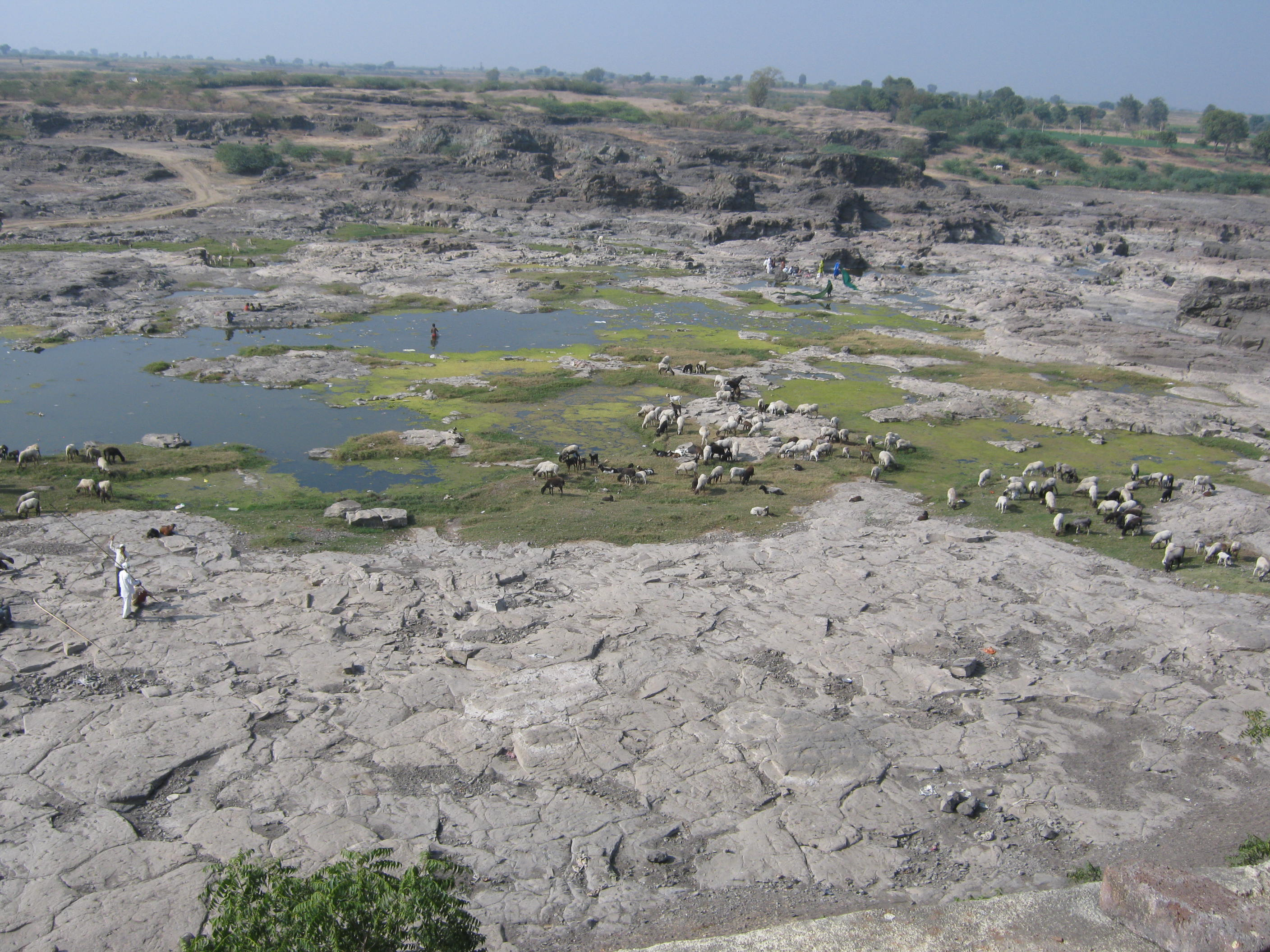
Godavari im Januar bei Puntamba, Maharashtra
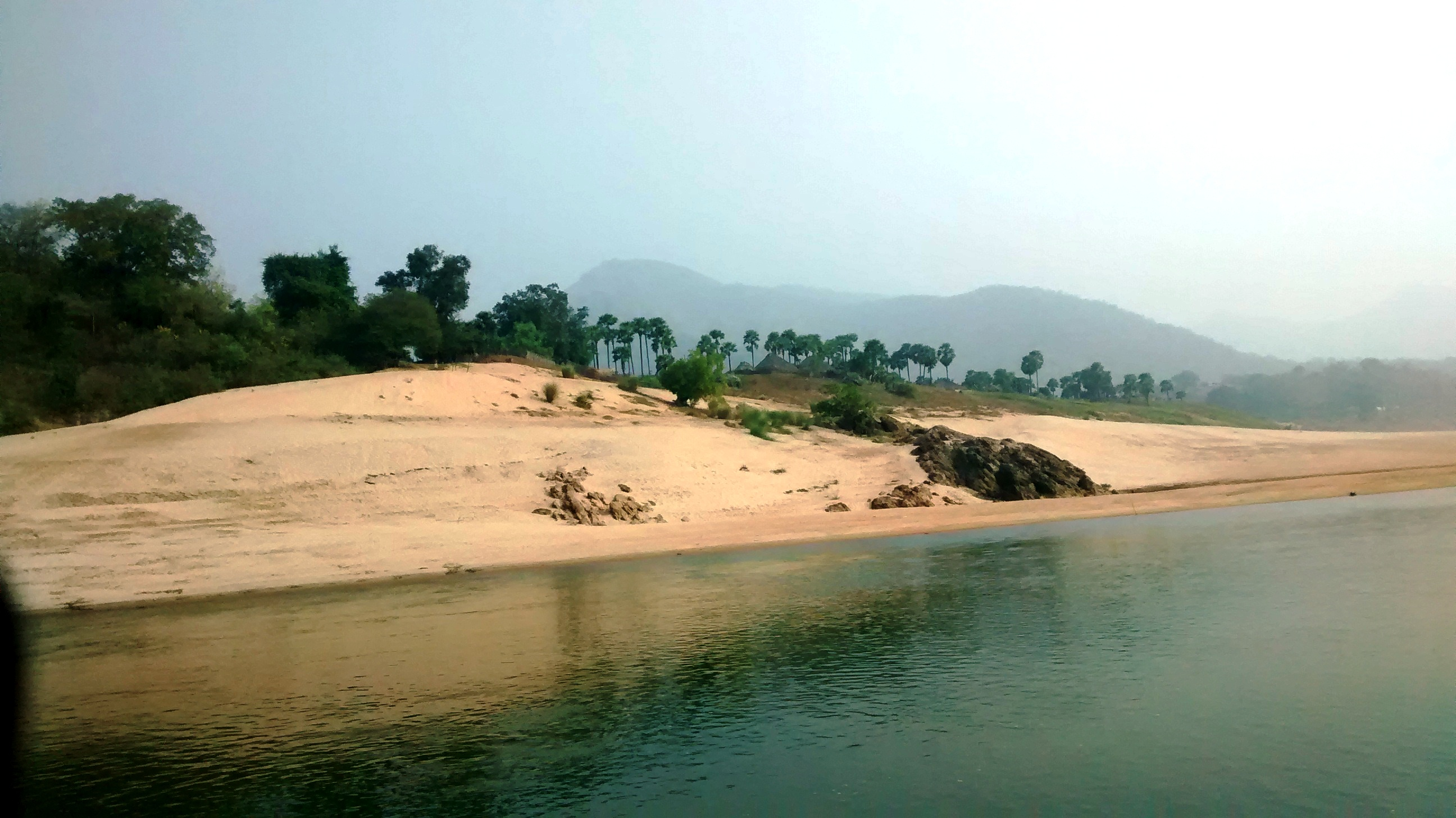
Godavari bei Bhadrachalam, Telangana
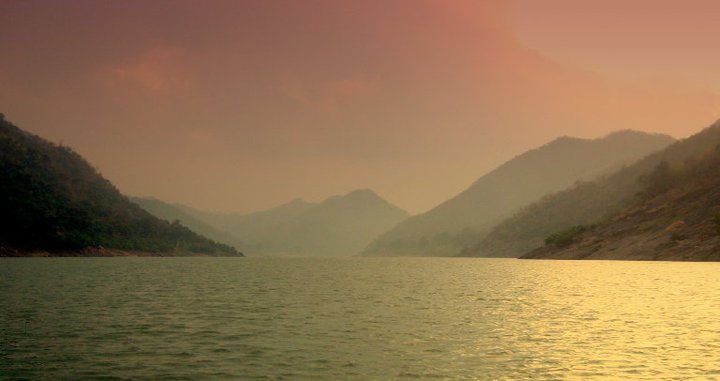
Godavari in den Papi Hills, Andhra Pradesh
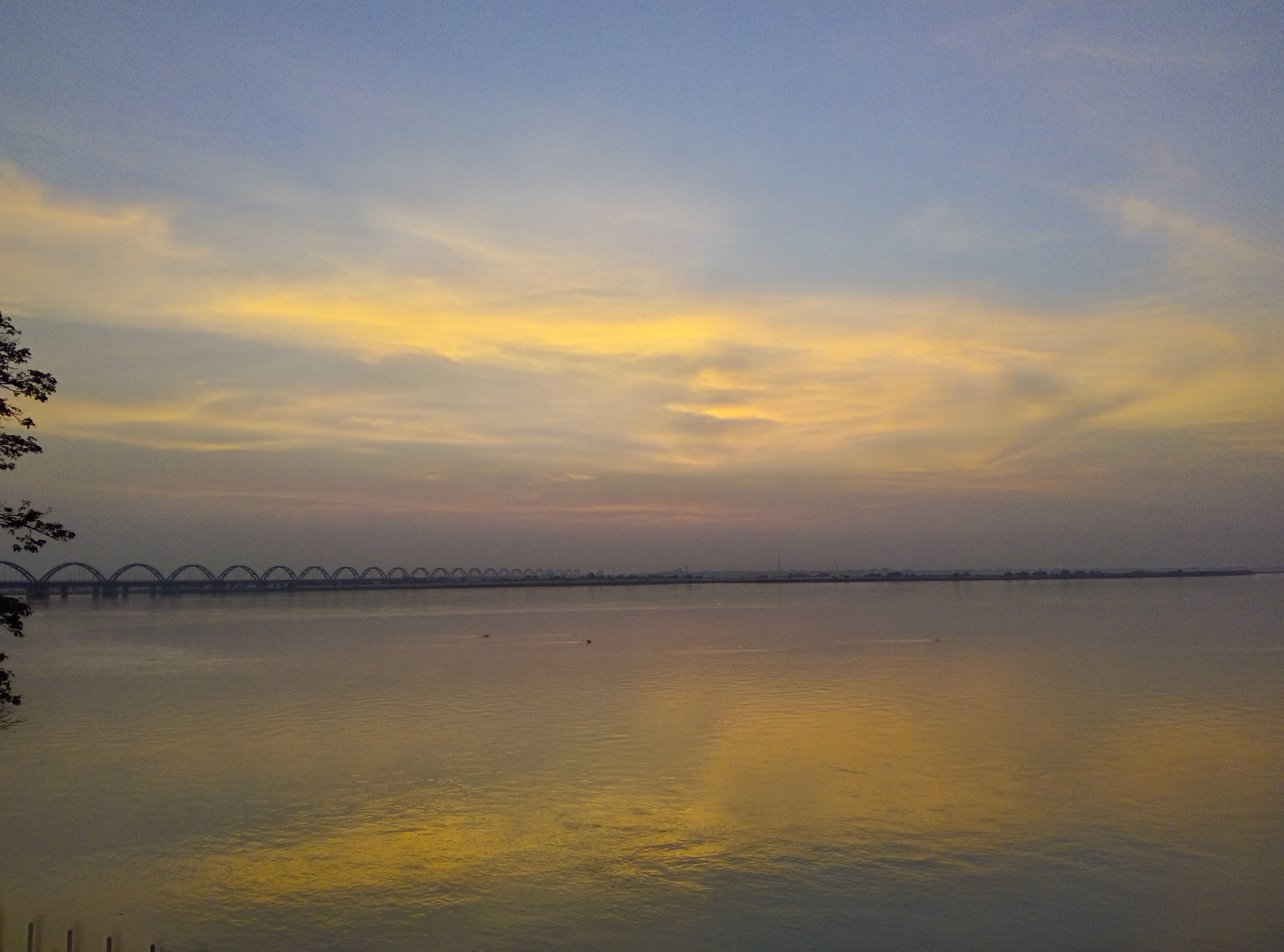
Godavari bei Rajamahendravaram, Andhra Pradesh
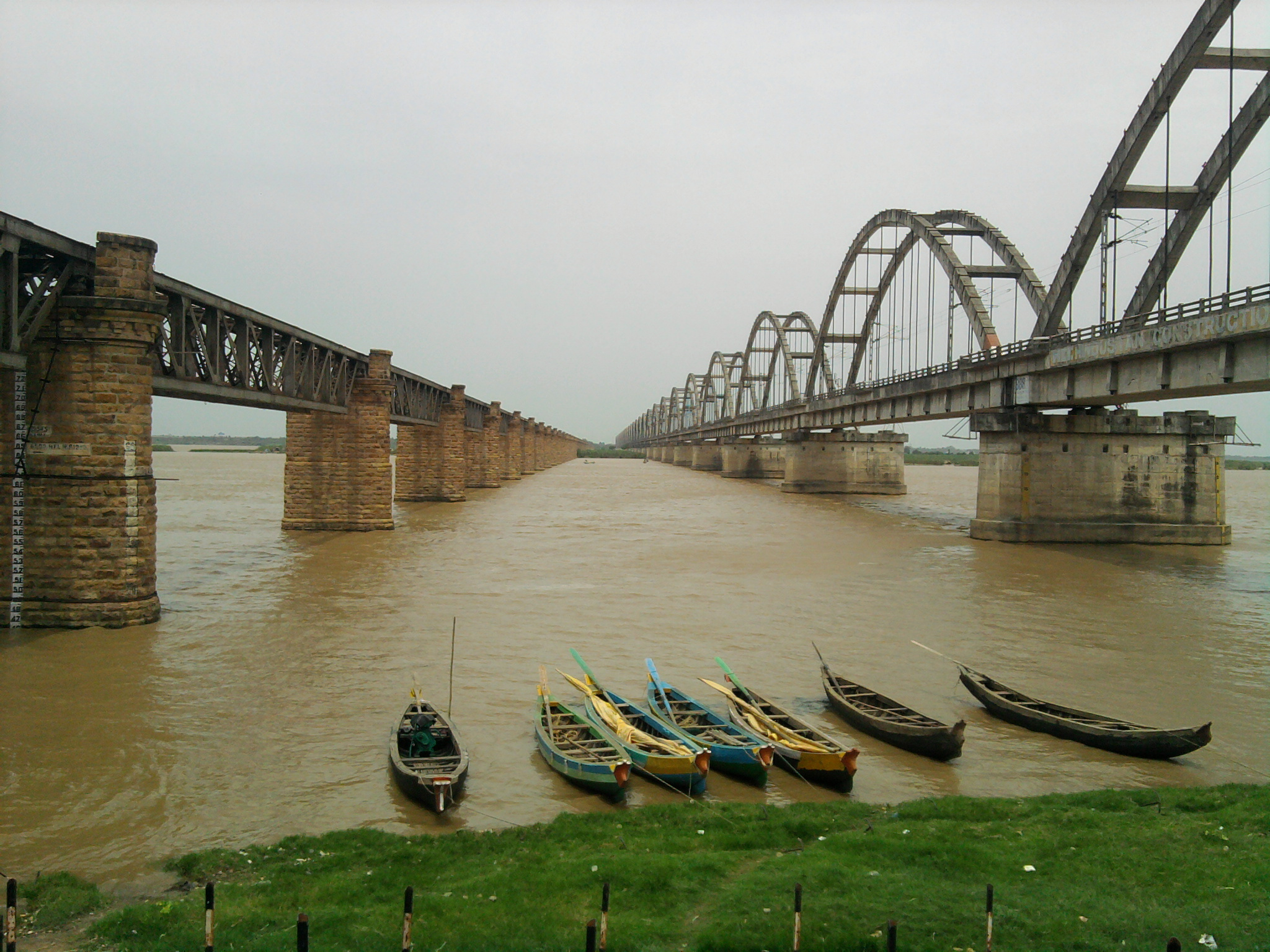
Brücken bei Rajamahendravaram